# Temporada 2020 del Campeonato Mundial de Rally
La temporada 2020 fue la edición 48.ª del Campeonato Mundial de Rally. Comenzó el 23 de enero en el Rally de Montecarlo y finalizaba inicialmente el 22 de noviembre en el Rally de Japón. El calendario constaba de trece pruebas, entre las que destacaba el Rally de Japón, el Rally Safari y el Rally de Nueva Zelanda que regresaban al calendario. Sin embargo la pandemia mundial hizo modificar por completo el calendario pasando a tan solo siete pruebas con la novedad de la inclusión del Rally de Estonia y el Rally de Ypres por primera vez en su historia. Se celebran de manera paralela los campeonatos WRC 2, WRC 3, este último con nueva normativa, y el campeonato júnior.

## Calendario
- El calendario constaba inicialmente de catorce pruebas, entre las que destaca el regreso del Rally Safari, el Rally de Nueva Zelanda y el Rally de Japón. En cambio salen el Rally de Córcega, Rally Cataluña y el Rally de Australia. Sin embargo en noviembre de 2019 la organización del rally de Chile anunció la suspensión de la prueba debido a la situación política del país,[3][4] quedando el calendario en trece pruebas.[5]
- El rally de Argentina se aplazó debido a la pandemia por coronavirus[6][7] y posteriormente también lo hicieron Portugal y Safari.

### Calendario inicial
| Ronda | Fecha               | Rally                               | Superficie |
| ----- | ------------------- | ----------------------------------- | ---------- |
| 1     | 23-26 de enero      | 88ème Rallye Automobile Monte-Carlo | Mixto      |
| 2     | 13-16 de febrero    | 68th Rally Sweden                   | Nieve      |
| 3     | 12-15 de marzo      | 34.º Rally Guanajuato México        | Tierra     |
| 4     | Cancelado           | 2.º Rally de Chile                  | Tierra     |
| 5     | Cancelado           | 40.º Rally Argentina                | Tierra     |
| 6     | Cancelado           | 54.º Rally de Portugal              | Tierra     |
| 7     | 18-20 de septiembre | 13th Rally of Turkey                | Tierra     |
| 8     | 8-11 de octubre     | 17.º Rally d'Italia Sardegna        | Tierra     |
| 9     | Cancelado           | 67th Safari Rally                   | Tierra     |
| 10    | Cancelado           | 70th Rally Finland                  | Tierra     |
| 11    | Cancelado           | 43.º of New Zealand                 | Tierra     |
| 12    | Cancelado           | 38.º ADAC Rallye Deutschland        | Asfalto    |
| 13    | Cancelado           | 76th Wales Rally GB                 | Tierra     |
| 14    | Cancelado           | 10th Rally Japan                    | Asfalto    |

### Calendario final
- El Rally de Ypres se incorporó al calendario por primera vez debido a las falta de pruebas pero finalmente también se suspendió debido a la pandemia.[10]

| Ronda | Fecha               | Rally                               | Superficie |
| ----- | ------------------- | ----------------------------------- | ---------- |
| 1     | 23-26 de enero      | 88ème Rallye Automobile Monte-Carlo | Mixto      |
| 2     | 13-16 de febrero    | 68th Rally Sweden                   | Nieve      |
| 3     | 12-15 de marzo      | 34.º Rally Guanajuato México        | Tierra     |
| 4     | 4-6 de septiembre   | 10.º Rally Estonia                  | Tierra     |
| 5     | 18-20 de septiembre | 13th Rally of Turkey                | Tierra     |
| 6     | 8-11 de octubre     | 17.º Rally d'Italia Sardegna        | Tierra     |
| -     | Cancelado           | 55. Renties Ypres Rally             | Asfalto    |
| 7     | 4-6 de diciembre    | ACI Rally Monza                     | Asfalto    |

## Equipos y pilotos
- Ott Tänak anunció su fichaje por Hyundai al término de la temporada 2019, donde compartirá equipo con Thierry Neuville, Dani Sordo y Sébastien Loeb.
- Citroën se retiró del campeonato de manera oficial por lo que Sébastien Ogier fichó por Toyota, marca que también contrató a Elfyn Evans y Kalle Rovanperä.

| Equipos                                          | Constructor                                   | Automóvil                                     |                                               | Pilotos                                       | Copiloto                                      | Rondas                                        |
| Registrados en el campeonato de constructores    | Registrados en el campeonato de constructores | Registrados en el campeonato de constructores | Registrados en el campeonato de constructores | Registrados en el campeonato de constructores | Registrados en el campeonato de constructores | Registrados en el campeonato de constructores |
| ------------------------------------------------ | --------------------------------------------- | --------------------------------------------- | --------------------------------------------- | --------------------------------------------- | --------------------------------------------- | --------------------------------------------- |
| Hyundai Shell Mobis WRT                          | Hyundai                                       | Hyundai i20 Coupe WRC                         | 11                                            | Thierry Neuville                              | Nicolas Gilsoul                               | Todas                                         |
| Hyundai Shell Mobis WRT                          | Hyundai                                       | Hyundai i20 Coupe WRC                         | 8                                             | Ott Tänak                                     | Martin Järveoja                               | Todas                                         |
| Hyundai Shell Mobis WRT                          | Hyundai                                       | Hyundai i20 Coupe WRC                         | 6                                             | Dani Sordo                                    | Carlos del Barrio                             | 3, 6-7                                        |
| Hyundai Shell Mobis WRT                          | Hyundai                                       | Hyundai i20 Coupe WRC                         | 9                                             | Sébastien Loeb                                | Daniel Elena                                  | 1, 5                                          |
| Hyundai Shell Mobis WRT                          | Hyundai                                       | Hyundai i20 Coupe WRC                         | 42                                            | Craig Breen                                   | Paul Nagle                                    | 2, 4                                          |
| Toyota Gazoo Racing WRT                          | Toyota                                        | Toyota Yaris WRC                              | 17                                            | Sébastien Ogier                               | Julien Ingrassia                              | Todas                                         |
| Toyota Gazoo Racing WRT                          | Toyota                                        | Toyota Yaris WRC                              | 33                                            | Elfyn Evans                                   | Scott Martin                                  | Todas                                         |
| Toyota Gazoo Racing WRT                          | Toyota                                        | Toyota Yaris WRC                              | 69                                            | Kalle Rovanperä                               | Jonne Halttunen                               | Todas                                         |
| M-Sport Ford World Rally Team                    | Ford                                          | Ford Fiesta WRC                               | 3                                             | Esapekka Lappi                                | Janne Ferm                                    | Todas                                         |
| M-Sport Ford World Rally Team                    | Ford                                          | Ford Fiesta WRC                               | 4                                             | Teemu Suninen                                 | Jarmo Lehtinen                                | Todas                                         |
| M-Sport Ford World Rally Team                    | Ford                                          | Ford Fiesta WRC                               | 44                                            | Gus Greensmith                                | Elliott Edmondson                             | 1, 3-7                                        |
| No registrados en el campeonato de constructores |                                               |                                               |                                               |                                               |                                               |                                               |
| Toyota Gazoo Racing WRT                          | Toyota                                        | Toyota Yaris WRC                              | 18                                            | Takamoto Katsuta                              | Daniel Barritt                                | 1-2, 4, 6-7                                   |
| Latvala Motorsport OY                            | Toyota                                        | Toyota Yaris WRC                              | 10                                            | Jari-Matti Latvala                            | Juho Hänninen                                 | 2                                             |
| OT Racing                                        | Ford                                          | Ford Fiesta WRC                               | 64                                            | Georg Gross                                   | Raigo Mõlder                                  | 4                                             |
| JanPro                                           | Ford                                          | Ford Fiesta WRC                               | 65                                            | Kimmo Kurkela                                 | Reeta Hämäläinen                              | 4                                             |
| M-Sport Ford World Rally Team                    | Ford                                          | Ford Fiesta WRC                               | 19                                            | Deividas Jocius                               | Mindaugas Varža                               | 2                                             |
| M-Sport Ford World Rally Team                    | Ford                                          | Ford Fiesta WRC                               | 40                                            | Deividas Jocius                               | Mindaugas Varža                               | 1                                             |
| M-Sport Ford World Rally Team                    | Ford                                          | Ford Fiesta R5                                | 24                                            | Rhys Yates                                    | James Morgan                                  | 1-2                                           |
| M-Sport Ford World Rally Team                    | Ford                                          | Ford Fiesta R5                                | 23                                            | Adrien Fourmaux                               | Renaud Jamoul                                 | 1-2, 4-7                                      |
| Hyundai Motorsport N                             | Hyundai                                       | Hyundai i20 R5                                | 21                                            | Nikolay Gryazin                               | Yaroslav Fedorov                              | 1-4, 6                                        |
| Hyundai Motorsport N                             | Hyundai                                       | Hyundai i20 R5                                | 22                                            | Ole Christian Veiby                           | Jonas Andersson                               | 1-4, 6                                        |
| Hyundai 2C Competition                           | Hyundai                                       | Hyundai i20 Coupe WRC                         | 7                                             | Pierre-Louis Loubet                           | Vincent Landais                               | 4-6                                           |
| Hyundai 2C Competition                           | Hyundai                                       | Hyundai i20 Coupe WRC                         | 96                                            | Ole Christian Veiby                           | Jonas Andersson                               | 7                                             |

## Resultados y estadísticas

### Resultados de rallys
| Ronda | Evento                              | Piloto ganador   | Copiloto ganador  | Equipo ganador          | Tiempo    | Resultados |
| ----- | ----------------------------------- | ---------------- | ----------------- | ----------------------- | --------- | ---------- |
| 1.    | 88ème Rallye Automobile Monte-Carlo | Thierry Neuville | Nicolas Gilsoul   | Hyundai Shell Mobis WRT | 3:10:57.6 | Resultados |
| 2.    | 68th Rally Sweden                   | Elfyn Evans      | Scott Martin      | Toyota Gazoo Racing WRT | 1:11:43.1 | Resultados |
| 3.    | 34.º Rally Guanajuato México        | Sébastien Ogier  | Julien Ingrassia  | Toyota Gazoo Racing WRT | 2:47:47.6 | Resultados |
| 4.    | 10.º Rally Estonia                  | Ott Tänak        | Martin Järveoja   | Hyundai Shell Mobis WRT | 1:59:53.6 | Resultados |
| 5.    | 13th Rally of Turkey                | Elfyn Evans      | Scott Martin      | Toyota Gazoo Racing WRT | 2:43:02.7 | Resultados |
| 6.    | 17.º Rally d'Italia Sardegna        | Dani Sordo       | Carlos del Barrio | Hyundai Shell Mobis WRT | 2:41:37.5 | Resultados |
| 7.    | ACI Rally Monza                     | Sébastien Ogier  | Julien Ingrassia  | Toyota Gazoo Racing WRT | 2:15:51.0 | Resultados |

### Campeonato Mundial de Rally de la FIA de pilotos
Se otorgaron puntos a los diez primeros clasificados. También hubo cinco puntos de bonificación al ganador de la Power Stage, cuatro puntos para el segundo lugar, tres para el tercero, dos para el cuarto y uno para el quinto.
| Posición    | 1º | 2º | 3º | 4º | 5º | 6º | 7º | 8º | 9º | 10º |
| Puntos      | 25 | 18 | 15 | 12 | 10 | 8  | 6  | 4  | 2  | 1   |
| Power stage | 5  | 4  | 3  | 2  | 1  |    |    |    |    |     |

| Pos. | Piloto                  | MON | SWE | MEX | EST | TUR | ITA | MNZ | Puntos |
| ---- | ----------------------- | --- | --- | --- | --- | --- | --- | --- | ------ |
| 1    | Sébastien Ogier         | 2   | 43  | 1   | 34  | Ret | 3   | 1   | 122    |
| 2    | Elfyn Evans             | 34  | 1   | 4   | 42  | 14  | 4   | 293 | 114    |
| 3    | Ott Tänak               | Ret | 24  | 2   | 13  | 172 | 61  | 2   | 105    |
| 4    | Thierry Neuville        | 1   | 62  | 16  | Ret | 21  | 2   | Ret | 87     |
| 5    | Kalle Rovanperä         | 5   | 31  | 5   | 51  | 43  | Ret | 5   | 80     |
| 6    | Esapekka Lappi          | 45  | 5   | Ret | 7   | 6   | Ret | 4   | 52     |
| 7    | Teemu Suninen           | 83  | 8   | 3   | 6   | Ret | 5   | Ret | 44     |
| 8    | Dani Sordo              |     |     | Ret |     |     | 15  | 35  | 42     |
| 9    | Craig Breen             |     | 7   |     | 25  |     |     |     | 25     |
| 10   | Sébastien Loeb          | 6   |     |     |     | 35  |     |     | 24     |
| 11   | Gus Greensmith          | 63  |     | 9   | 8   | 5   | 25  | Ret | 16     |
| 12   | Pontus Tidemand         |     | 15  | 6   | 15  | 8   | 10  | 10  | 14     |
| 13   | Takamoto Katsuta        | 7   | 9   |     | Ret |     | Ret | 201 | 13     |
| 14   | Jari Huttunen           |     | 10  |     | 11  |     | 8   | 8   | 9      |
| 15   | Andreas Mikkelsen       |     |     |     |     |     |     | 6   | 8      |
| 16   | Kajetan Kajetanowicz    |     |     | 14  | Ret | 7   | 9   | 14  | 8      |
| 17   | Oliver Solberg          | 25  | 17  | Ret | 9   |     | 18  | 7   | 8      |
| 18   | Nikolay Gryazin         | 16  | 21  | 7   | 19  |     | Ret |     | 6      |
| 19   | Pierre-Louis Loubet     |     |     |     | Ret | Ret | 7   |     | 6      |
| 20   | Marco Bulacia Wilkinson |     |     | 8   | 14  | 10  | 11  | 16  | 5      |
| 21   | Mads Østberg            | 10  | 12  |     | 10  |     | 14  | 9   | 4      |
| 22   | Adrien Fourmaux         | 15  | 18  |     | 13  | 9   | Ret | 49  | 2      |
| 23   | Eric Camilli            | 9   |     |     |     |     | Ret |     | 2      |
| 24   | Ole Christian Veiby     | Ret | 13  | 10  | Ret |     | 12  | Ret | 1      |
| –    | Deividas Jocius         | 17  | WD  |     |     |     |     |     | -      |
| –    | Jari-Matti Latvala      |     | Ret |     |     |     |     |     | –      |
| Pos. | Piloto                  | MON | SWE | MEX | EST | TUR | ITA | MNZ | Puntos |

| Color     | Resultado                                              |
| Oro       | Ganador                                                |
| Plata     | 2ª plaza                                               |
| Bronce    | 3ª plaza                                               |
| Verde     | Finalizó, en los puntos                                |
| Azul      | Finalizó, sin puntos                                   |
| Violeta   | No terminó (Ret)                                       |
| Negro     | Descalificado (DES)                                    |
| Blanco    | No empezó (DNS)                                        |
| Blanco    | Excluido (EX)                                          |
| Blanco    | Lesionado (LES)                                        |
| Sin color | No participó                                           |
| x1        | Indica posición de la Power stage                      |
| (x)       | Entre paréntesis, puntos no computables para el total. |

### Campeonato Mundial de Rally de la FIA de copilotos
| Pos. | Copiloto               | MON | SWE | MEX | EST | TUR | ITA | MNZ | Puntos |
| ---- | ---------------------- | --- | --- | --- | --- | --- | --- | --- | ------ |
| 1    | Julien Ingrassia       | 2   | 43  | 1   | 34  | Ret | 3   | 1   | 122    |
| 2    | Scott Martin           | 34  | 1   | 4   | 42  | 14  | 4   | 293 | 114    |
| 3    | Martin Järveoja        | Ret | 24  | 2   | 13  | 172 | 61  | 2   | 105    |
| 4    | Nicolas Gilsoul        | 1   | 62  | 16  | Ret | 21  | 2   | Ret | 87     |
| 5    | Jonne Halttunen        | 5   | 31  | 5   | 51  | 43  | Ret | 5   | 80     |
| 6    | Janne Ferm             | 45  | 5   | Ret | 7   | 6   | Ret | 4   | 52     |
| 7    | Jarmo Lehtinen         | 83  | 8   | 3   | 6   | Ret | 5   | Ret | 44     |
| 8    | Carlos del Barrio      |     |     | Ret |     |     | 15  | 35  | 42     |
| 9    | Paul Nagle             |     | 7   |     | 25  |     |     |     | 25     |
| 10   | Daniel Elena           | 6   |     |     |     | 35  |     |     | 24     |
| 11   | Elliott Edmondson      | 63  |     | 9   | 8   | 5   | 25  | Ret | 16     |
| 12   | Patrik Barth           |     | 15  | 6   | 15  | 8   | 10  | 10  | 14     |
| 13   | Daniel Barritt         | 7   | 9   |     | Ret |     | Ret | 201 | 13     |
| 14   | Mikko Lukka            |     | 10  |     | 11  |     | 8   | 8   | 9      |
| 15   | Anders Jæger-Amland    |     |     |     |     |     |     | 6   | 8      |
| 15   | Maciej Szczepaniak     |     |     | 14  | Ret | 7   | 9   | 14  | 8      |
| 17   | Aaron Johnston         | 25  | 17  | Ret | 9   |     | 18  | 7   | 8      |
| 18   | Yaroslav Fedorov       | 16  | 21  | 7   | 36  |     |     |     | 6      |
| 19   | Vincent Landais        |     |     |     | Ret | Ret | 7   |     | 6      |
| 20   | Giovanni Bernacchini   |     |     | 8   |     | Ret |     |     | 4      |
| 21   | Torstein Eriksen       | 10  | 12  |     | 10  |     | 14  | 9   | 4      |
| 22   | Renaud Jamoul          | 15  | 18  |     | 13  | 9   | Ret | 49  | 2      |
| 23   | François-Xavier Buresi | 9   |     |     |     |     | Ret |     | 2      |
| 24   | Marcelo Der Ohannesian |     |     |     | 14  | 10  | 11  | 16  | 1      |
| 25   | Jonas Andersson        | Ret | 13  | 10  | Ret |     | 12  | Ret | 1      |
| –    | Mindaugas Varža        | 17  | WD  |     |     |     |     |     | -      |
| –    | Juho Hänninen          |     | Ret |     |     |     |     |     | -      |
| Pos. | Copiloto               | MON | SWE | MEX | EST | TUR | ITA | MNZ | Puntos |

| Color     | Resultado                                              |
| Oro       | Ganador                                                |
| Plata     | 2ª plaza                                               |
| Bronce    | 3ª plaza                                               |
| Verde     | Finalizó, en los puntos                                |
| Azul      | Finalizó, sin puntos                                   |
| Violeta   | No terminó (Ret)                                       |
| Negro     | Descalificado (DES)                                    |
| Blanco    | No empezó (DNS)                                        |
| Blanco    | Excluido (EX)                                          |
| Blanco    | Lesionado (LES)                                        |
| Sin color | No participó                                           |
| x1        | Indica posición de la Power stage                      |
| (x)       | Entre paréntesis, puntos no computables para el total. |

### Campeonato Mundial de Rally de la FIA de constructores
| Pos. | Constructor             | MON | SWE | MEX | EST | TUR | ITA | MNZ | Puntos |
| ---- | ----------------------- | --- | --- | --- | --- | --- | --- | --- | ------ |
| 1    | Hyundai Shell Mobis WRT | 1   | 2   | 2   | 1   | 2   | 1   | 2   | 241    |
| 1    | Hyundai Shell Mobis WRT | 5   | 5   | 6   | 2   | 3   | 2   | 3   | 241    |
| 1    | Hyundai Shell Mobis WRT | Ret | NC  | Ret | Ret | NC  | NC  | Ret | 241    |
| 2    | Toyota Gazoo Racing WRT | 2   | 1   | 1   | 3   | 1   | 3   | 1   | 236    |
| 2    | Toyota Gazoo Racing WRT | 3   | 3   | 4   | 4   | 4   | 4   | 5   | 236    |
| 2    | Toyota Gazoo Racing WRT | NC  | NC  | NC  | NC  | Ret | Ret | NC  | 236    |
| 3    | M-Sport Ford WRT        | 4   | 4   | 3   | 5   | 5   | 5   | 4   | 129    |
| 3    | M-Sport Ford WRT        | 6   | 6   | 5   | 6   | 6   | 7   | Ret | 129    |
| 3    | M-Sport Ford WRT        | Ret |     | Ret | NC  | Ret | Ret | Ret | 129    |
| 4    | Hyundai 2C Competition  |     |     |     | Ret | Ret | 6   | Ret | 8      |
| Pos. | Constructor             | MON | SWE | MEX | EST | TUR | ITA | MNZ | Puntos |

### WRC 2
Para el campeonato solo se tienen en cuenta los 5 mejores resultados en la temporada.
| Pos. | Piloto              | MON | SWE | MEX | EST | TUR | ITA | MNZ | Puntos | Mejores 5 |
| ---- | ------------------- | --- | --- | --- | --- | --- | --- | --- | ------ | --------- |
| 1    | Mads Østberg        | 1   | 1   |     | 1   |     | 4   | 1   | 112    | 112       |
| 2    | Pontus Tidemand     |     | 3   | 1   | 3   | 1   | 1   | 2   | 123    | 108       |
| 3    | Adrien Fourmaux     | 2   | 4   |     | 2   | 2   | Ret | 4   | 78     | 78        |
| 4    | Nikolay Gryazin     | 3   | 6   | 2   | 5   |     | Ret |     | 51     | 51        |
| 5    | Ole Christian Veiby | Ret | 2   | 3   | Ret |     | 2   |     | 51     | 51        |
| 6    | Eyvind Brynildsen   |     |     |     | 4   | 3   | 3   |     | 42     | 42        |
| 7    | Rhys Yates          | 4   | 5   |     |     |     |     |     | 22     | 22        |
| 8    | Jan Kopecký         |     |     |     |     |     |     | 3   | 15     | 15        |

### WRC 3
| Pos. | Piloto                  | MON | SWE | MEX | EST | TUR | ITA | MNZ | Puntos |
| ---- | ----------------------- | --- | --- | --- | --- | --- | --- | --- | ------ |
| 1    | Jari Huttunen           |     | 1   |     | 2   |     | 1   | 3   | 83     |
| 2    | Marco Bulacia Wilkinson |     |     | 1   | 4   | 2   | 3   | 6   | 78     |
| 3    | Kajetan Kajetanowicz    |     |     | 4   | Ret | 1   | 2   | 5   | 65     |
| 4    | Oliver Solberg          |     | 5   | Ret | 1   |     | 6   | 2   | 61     |
| 5    | Emil Lindholm           |     | 2   |     |     |     |     | 4   | 30     |
| 6    | Nicolas Ciamin          | 2   |     |     | 6   |     | 9   |     | 28     |
| 7    | Eric Camilli            | 1   |     |     |     |     | Ret |     | 25     |
| 8    | Andreas Mikkelsen       |     |     |     |     |     |     | 1   | 25     |
| 9    | Emilo Fernández         |     |     | 2   | Ret | 7   | 10  |     | 25     |
| 10   | Alberto Heller          |     |     | Ret |     | 4   | 5   |     | 22     |
| 11   | Umberto Scandola        | 8   |     |     |     |     | 4   | Ret | 16     |
| 12   | Yoann Bonato            | 3   |     |     |     |     |     |     | 15     |
| 13   | Johan Kristoffersson    |     | 3   |     |     |     |     |     | 15     |
| 14   | Ricardo Triviño         |     |     | 3   |     |     |     |     | 15     |
| 15   | Egon Kaur               |     |     |     | 3   |     |     |     | 15     |
| 16   | Yağiz Avci              |     |     |     |     | 3   |     |     | 16     |
| 17   | Yohan Rossel            | 4   |     |     | 9   |     | 11  | 10  | 15     |
| 18   | Eerik Pietarinen        |     | 4   |     | 16  |     |     |     | 12     |
| 19   | Grégoire Munster        | 5   | WD  |     | 11  |     |     | Ret | 10     |
| 20   | Benito Guerra Jr.       |     |     | 5   |     |     |     |     | 10     |
| 21   | Karl Kruuda             |     |     |     | 5   |     |     |     | 10     |
| 22   | Burak Cukurova          |     |     |     |     | 5   |     |     | 10     |
| 23   | Enrico Brazzoli         | 6   |     |     |     |     |     | 11  | 8      |
| 24   | Filip Mareš             |     | 6   |     |     |     |     |     | 8      |
| 25   | Jan Solans              |     |     |     | 12  | 6   | Ret |     | 8      |
| 26   | Miguel Díaz-Aboitiz     | 7   | WD  |     |     |     |     |     | 6      |
| 27   | Raul Jeets              |     | 7   |     | Ret |     |     |     | 6      |
| 28   | Rainer Aus              |     |     |     | 7   |     |     |     | 6      |
| 29   | Alberto Battistolli     |     |     |     |     |     | 7   |     | 6      |
| 30   | Josh McErlean           |     |     |     |     |     |     | 7   | 6      |
| 31   | Michał Sołowow          |     | 8   |     |     |     |     |     | 4      |
| 32   | Sean Johnston           |     |     |     | 8   |     | Ret |     | 4      |
| 33   | "Pedro"                 |     |     |     |     | 8   | Ret |     | 4      |
| 34   | Luciano Cobbe           |     |     |     |     |     | 8   |     | 4      |
| 35   | Cédric De Cecco         |     |     |     |     |     |     | 8   | 4      |
| 36   | Paulo Nobre             | 9   |     | WD  |     | WD  |     |     | 2      |
| 37   | Joakim Roman            |     | 9   |     |     |     |     |     | 2      |
| 38   | Giacomo Ogliari         |     |     |     |     |     |     | 9   | 2      |
| 39   | Priit Koik              |     |     |     | 10  |     |     |     | 1      |

### JWRC
| Pos. | Piloto            | SWE | EST  | ITA | MNZ | Points |
| ---- | ----------------- | --- | ---- | --- | --- | ------ |
| 1    | Tom Kristensson   | 13  | Ret1 | 15  | 1   | 83     |
| 2    | Mārtiņš Sesks     | 21  | 13   | 35  | Ret | 68     |
| 3    | Sami Pajari       | 41  | 28   | 56  | 4   | 66     |
| 4    | Fabrizio Zaldívar | 6   | 6    | 2   | 2   | 52     |
| 5    | Ruairi Bell       | 7   | 4    | Ret | 3   | 33     |
| 6    | Marco Pollara     | 10  | 5    | 6   |     | 19     |
| 7    | Ken Torn          | 3   | Ret3 |     |     | 18     |
| 8    | Enrico Oldrati    | 11  | 7    | 4   |     | 18     |
| 9    | Robert Virves     |     | 32   |     |     | 17     |
| 10   | Raul Badiu        | 52  | 8    |     |     | 16     |
| 11   | Pontus Lönnström  | 82  | Ret  |     |     | 6      |
| 12   | Lauri Joona       | 9   |      |     |     | 2      |
| 13   | Fabio Andolfi     |     |      | Ret | Ret | 0      |